# بندكت السادس
البابا بنديكت السادس ((باللاتينية: Benedictus VI)‏ حزيران / يونيه 974) كان البابا من 19 كانون الثاني / يناير 973 إلى وفاته في 974. كان تبوئه الكرسي البابوي القصيره وقعت في وقت تأسيس الإمبراطورية الرومانية المقدسة وهي فترة الانتقال بين الحكم بين  أوتو الأول و أوتو الثاني الألمان وكذلك صراع العائلات الأرستقراطية مثل Crescentii و Tusculani للوصول إلى السلطة.

## للقراءة
- نورويتش جون يوليوس، الباباوات: تاريخ (2011)
- Gregorovius, فرديناند, تاريخ روما في العصور الوسطى, Vol. الثالث (1895)
- مان هوراس K., حياة البابوات في العصور الوسطى في وقت مبكر, Vol. الرابع: الباباوات في أيام الإقطاعية الفوضى، 891-999 (1910)